# Alionycteris paucidentata
Roussette pygmée de Mindanao
Genre
Espèce
Statut de conservation UICN

 LC  : Préoccupation mineure
La Roussette pygmée de Mindanao (Alionycteris paucidentata) est une espèce de chauve-souris. Elle est endémique de l'île de Mindanao, dans le sud des Philippines.

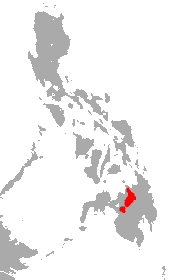
Carte de répartition (2010).